# Красне (Лозівський район)
Кра́сне — село в Україні, у Біляївській селищній громаді, Лозівського району, Харківської області. Населення становить 301 особу.

## Географія
Село Красне примикає до сіл Задорожнє і Червоне. Через село тече пересихаючий струмок з декількома загатами. Поруч проходить автомобільна дорога Т 2107.

## Історія

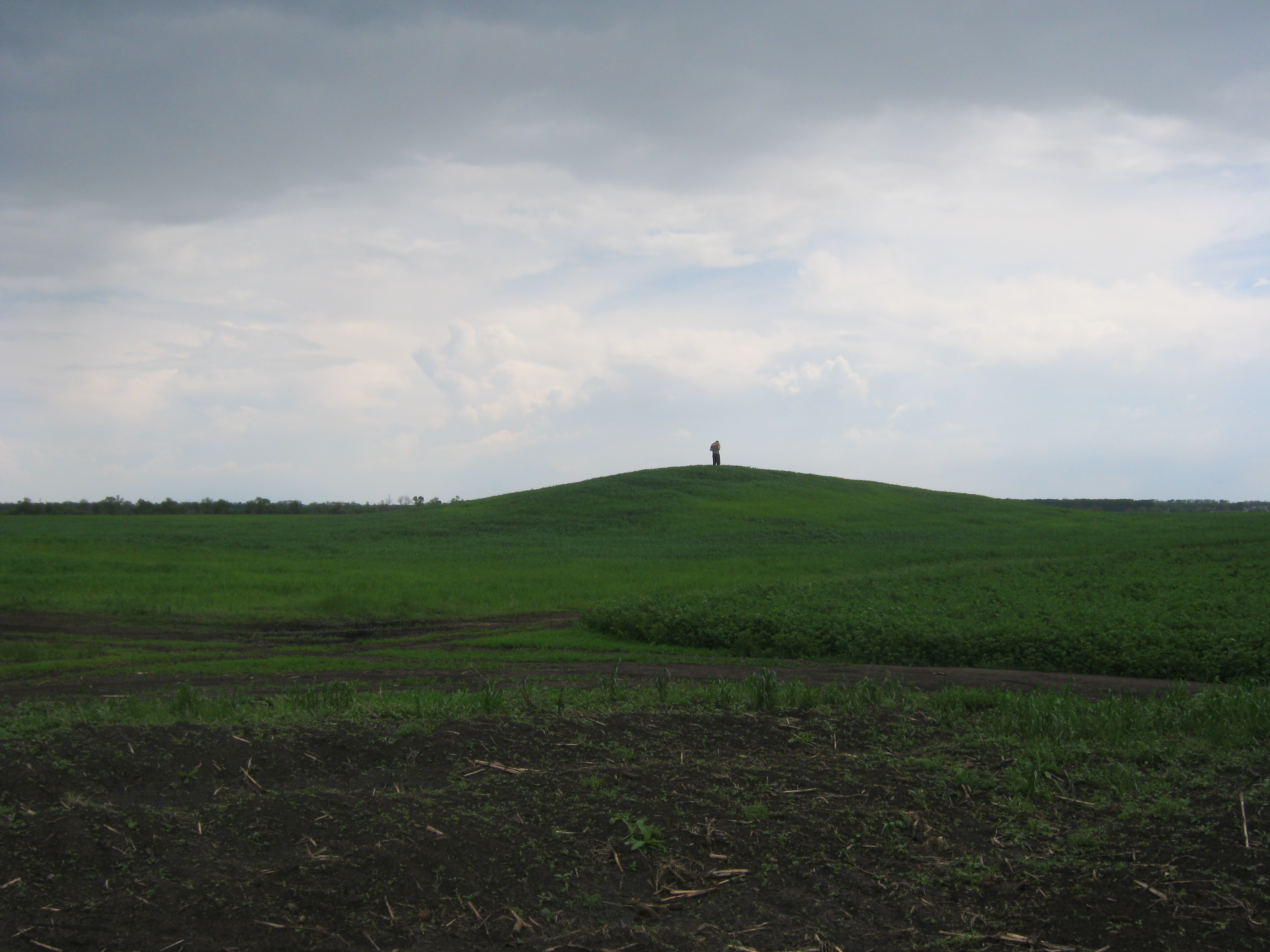
Кургани біля с. Красне

Засноване як помістя Кнайбе в кінці XVIII століття, перетворене на селище Красне у 1918 році.
3 грудня 2008 року колишньому селищу надано статус села.
- 12 червня 2020 року, відповідно до Розпорядження Кабінету Міністрів України  № 725-р «Про визначення адміністративних центрів та затвердження територій територіальних громад Харківської області», увійшло до складу Біляївської селищної громади[3].
- 19 липня 2020 року, в результаті адміністративно - територіальної реформи та ліквідації Первомайського району, село увійшло до складу Лозівського району Харківської області[4].

## Населення

### Мова
Розподіл населення за рідною мовою за даними :
| Мова       | Кількість | Відсоток |
| ---------- | --------- | -------- |
| російська  | 265       | 88.04%   |
| українська | 36        | 11.96%   |
| Усього     | 301       | 100%     |